# 炮兵

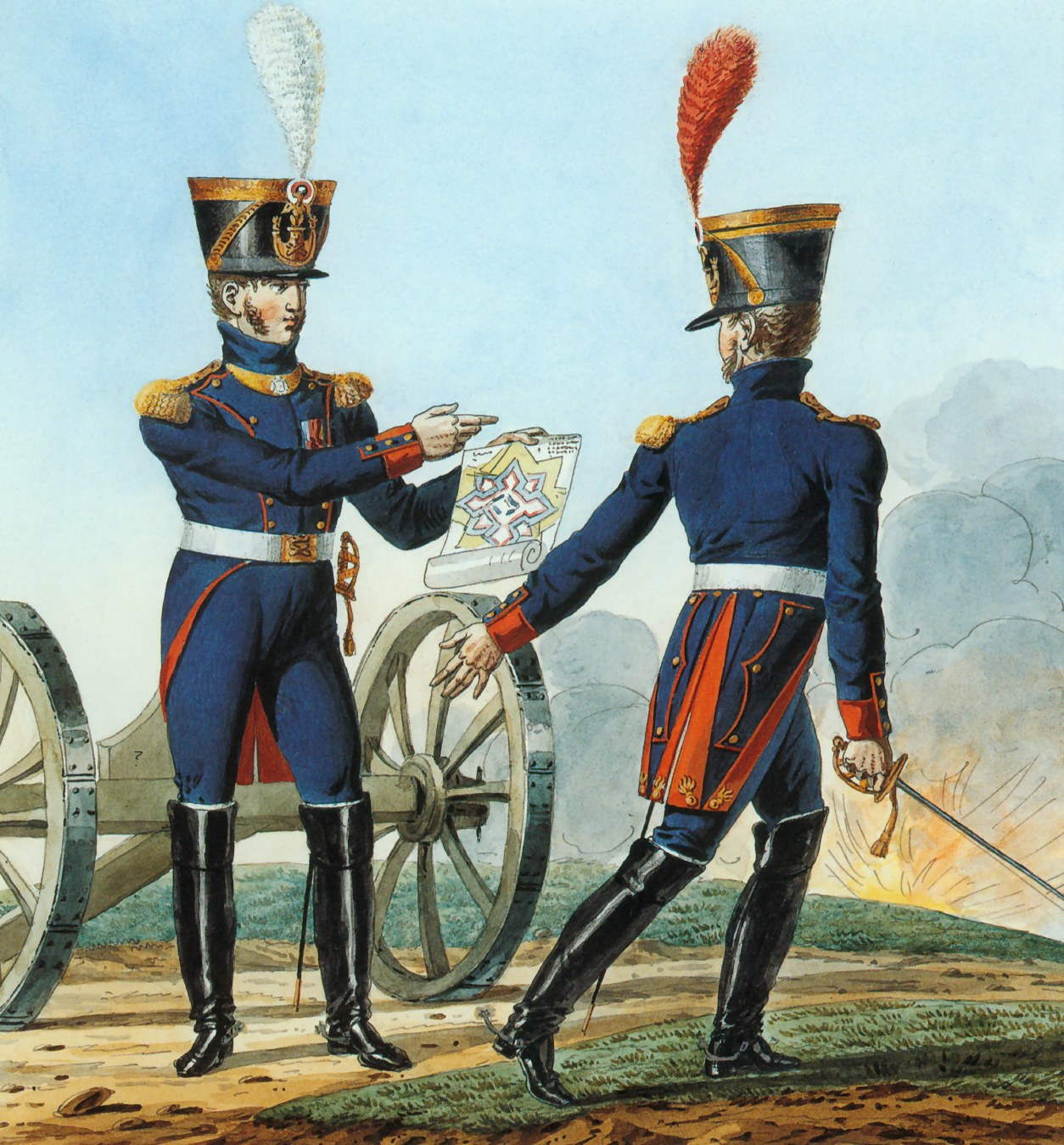
1812年，法國大軍團的兩位炮兵軍官。

炮兵是指用火炮進行作戰的兵種，砲兵軍官和士官需要有良好的數學素養和物理知識，來計算複雜的彈道學以擊中目標，通常是利用强大而且廉價的充足火力和较远的射程，支援和掩护步兵、工兵、騎兵和装甲兵的攻擊與防守，也可以直接摧毀目標。近年來除了傳統大砲兵主義的全面轟炸模式，由於現代作戰節奏加快，則是使用了光學和衛星、雷達制導，先進砲彈雖較複雜，但精度甚至也可以擊落來襲軍彈，各國陸軍多開始尋求以合成信息化的方式進行高準度砲戰。一個完整的炮兵部隊包含觀測員及彈藥補給單位。
在中国最早的炮兵部隊是明朝的神机营，這是禁軍專門掌管火器的特殊部隊。在18世紀的法國，炮兵軍官讓·巴蒂斯特·瓦凱成立一個專門處理火藥的軍事部門，可視為歐洲最早的砲兵部隊，在此之前的火炮是由軍工部門和機械技師負責，隨著拿破崙戰爭的戰術發展，炮兵被視為能夠主宰戰場的重要兵種，受過專門訓練的法國砲兵軍官成功領導和協調炮兵在混亂的戰鬥中支援步兵和騎兵，據傳炮兵軍官出身的拿破崙曾稱炮兵為「戰爭之王」。

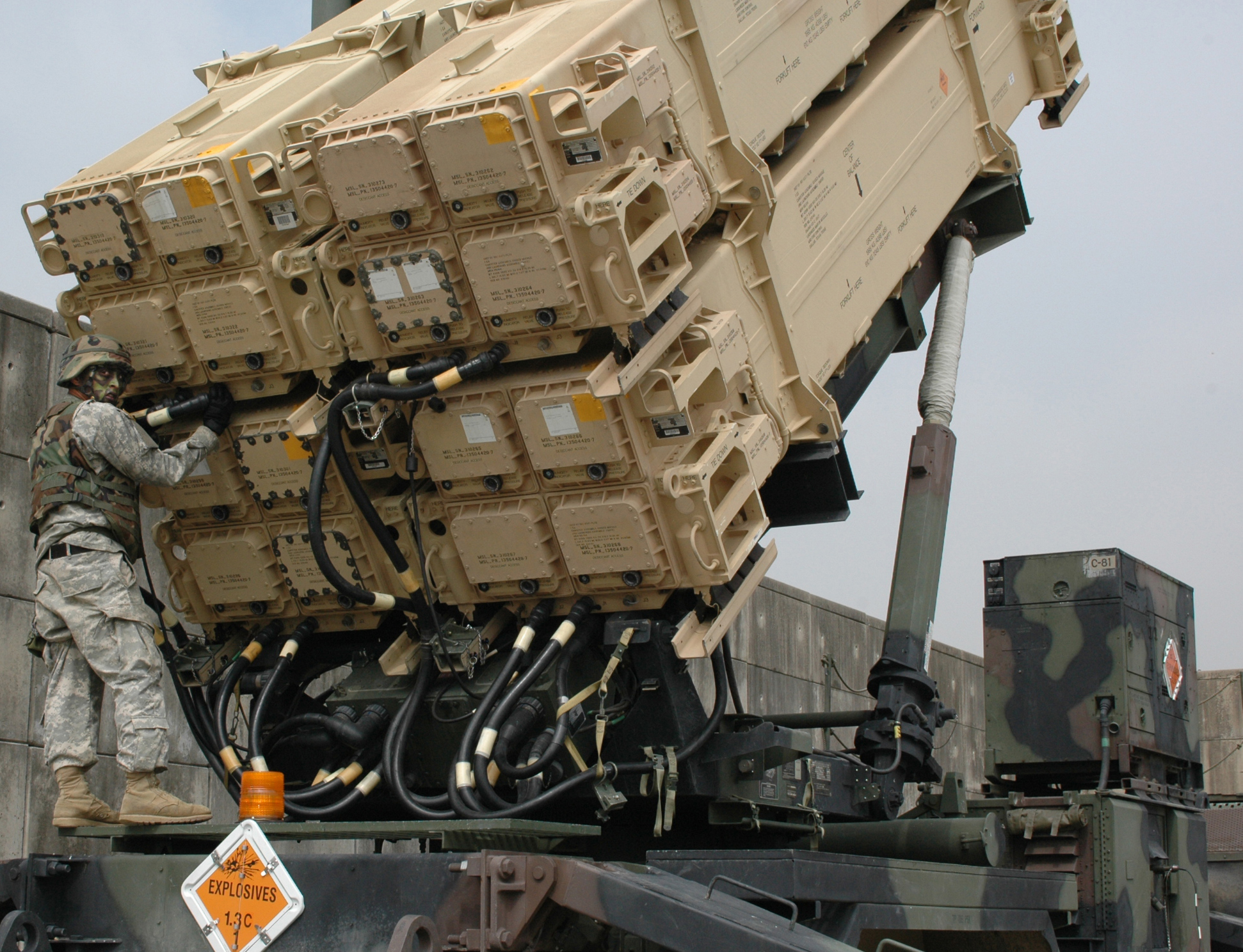
2006年，美國第35防空砲兵旅在南韓保養愛國者飛彈。

## 種類

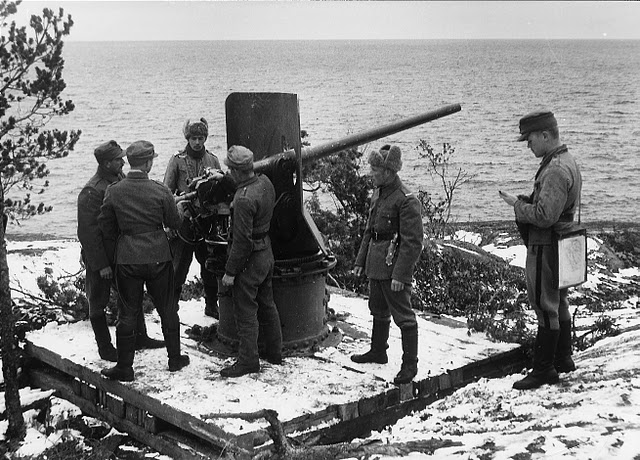
1941年，在拉多加湖的芬蘭海岸炮兵。

- 野戰砲兵

現代主要的砲兵種類，使用野戰炮、榴彈砲、多管火箭炮等機動火砲進行地對地攻擊。
- 防空砲兵

現代主要的砲兵種類，使用高射炮或防空飛彈進行地對空攻擊
- 飛彈砲兵

現代主要的砲兵種類，使用火箭或飛彈進行長程地對地攻擊。
- 鐵路砲兵

主要使用列車炮作戰。
- 騎馬砲兵

或稱騎炮兵，平時騎馬移動，戰鬥時立即下馬並組裝輕型火砲進行作戰。
- 反裝甲砲兵

使用反戰車砲作戰，現今較少出現獨立編制，其功能已被步兵部隊取代。
- 海岸砲兵

主要使用岸防炮等武器保護重要據點，其性質與要塞砲兵相同。
- 海軍砲兵

使用艦炮在船艦上作戰，用於打擊其他船隻或轟炸沿海目標。

## 組織
以美國陸軍為例，一支標準的野戰炮兵部隊包含：
- 偵察先遣組

偵察先遣組負責尋找合適的射擊位置。然後他們執行「路線偵察」，確保部隊移動沒有問題，這需要考慮掩護、隱蔽、障礙物、伏擊點、污染區域、路線標記、替代路線以及穿越路線所需的時間和距離。一旦選擇了一個新的位置，先遣組就會進行掃蕩，確認沒有敵軍、地雷或誘殺裝置。砲兵指揮官會增援部隊以清除敵軍和障礙，一旦位置安全，先遣隊就會開始建立陣地並護送火炮至定位。
- 前進觀測員（FO）

前進觀測員會佔據一個可以觀察目標的位置，並使用地圖、雙筒望遠鏡、雷射測距儀、雷射指示器等工具傳達目標的位置，有些受過專業訓練的前進觀測員還可以指揮密接空中支援和海軍火力支援。前進觀測員不會直接與射擊單位聯繫，而是透過射擊指揮中心來通知目標位置。
- 射擊指揮中心（FDC）

射擊指揮中心負責計算射擊數據和射擊方向，首先需要知道目標的精確位置，計算從火炮到目標的距離和方向，接著校正相關數據，包含火砲和目標之間的高度差異、推進劑溫度、大氣條件，甚至地球的曲率和旋轉。在大多數情況下，射擊指揮中心會犧牲準確性來換取速度，現代的射擊指揮中心已經電腦化，可以更快更準確地計算發射數據。
- 射擊單位

射擊單位會接收射擊指揮中心的命令，包含彈藥類型、引信設置、發射藥包、方位高度。最後針對目標實施打擊。